# Миртемир
Миртемир (настоящее имя — Миртемир Турсунмухаммад огли Турсунов; узб. Mirtemir Tursunov, 1910 — 23 января 1978) — узбекский поэт. Народный поэт Узбекистана. Награждён орденом СССР "Знак почета", орденом СССР "Трудовое красное знамя", орденом Республики Узбекистан "За выдающиеся заслуги". Лауреат республиканской премии им. Хамзы (посмертно).

## Биография
Миртемир родился 1910 году в селе Икан (ныне в подчинении города Туркестана Южно-Казахстанской области, Казахстан). Образование получил в Педагогической академии в Самарканде, где в 1932 году окончил общественно-литературный факультет. Работал секретарём Ю. А. Ахунбабаева. В 1930-е годы Был репрессирован, но вскоре освобождён. После работал в различных издательствах и Союзе писателей Узбекской ССР.
Похоронен на Чигатайском кладбище в Ташкенте.

## Творчество
Первые произведения Миртемира были опубликованы в 1926 году. В 1928 году вышел его поэтический сборник «В объятиях лучей» (Шуълалар қўйнида). За ним последовали сборники «Зафар», «Взволнованность», «Коммуна», «Столица», «Месть» (узб. Ўч), «Новые стихи», «Избранные произведения».
Миртемир также перевёл на узбекский язык поэму Н. А. Некрасова «Кому на Руси жить хорошо», а также «Витязя в тигровой шкуре» Ш. Руставели, а также ряд произведений А. С. Пушкина, М. Ю. Лермонтова, Абая, Р. Тагора и других.

## Литературный музей им.Миртемира
Мемориальный музей Миртемира Турсунова расположен в 30 км от Туркестана, в селе Староикан Туркестанской области. Музей является филиалом областного историко-краеведческого музея Туркестанской области. В экспозиционных разделах музея представлены фотографии, рукописи, сборники стихов, личные вещи, документы, одежда поэта. 

## Награды
- Орден Трудового Красного Знамени[2]
- Орден «Знак Почёта» (18.03.1959)[3]
- Государственная премия Узбекской ССР имени Хамзы (1979)[4]
- Орден «Буюк хизматлари учун» (22.08.2001) — посмертно[5]